# Ammodramus nelsoni
Ammodramus nelsoni là một loài chim trong họ Emberizidae.

## Hình ảnh

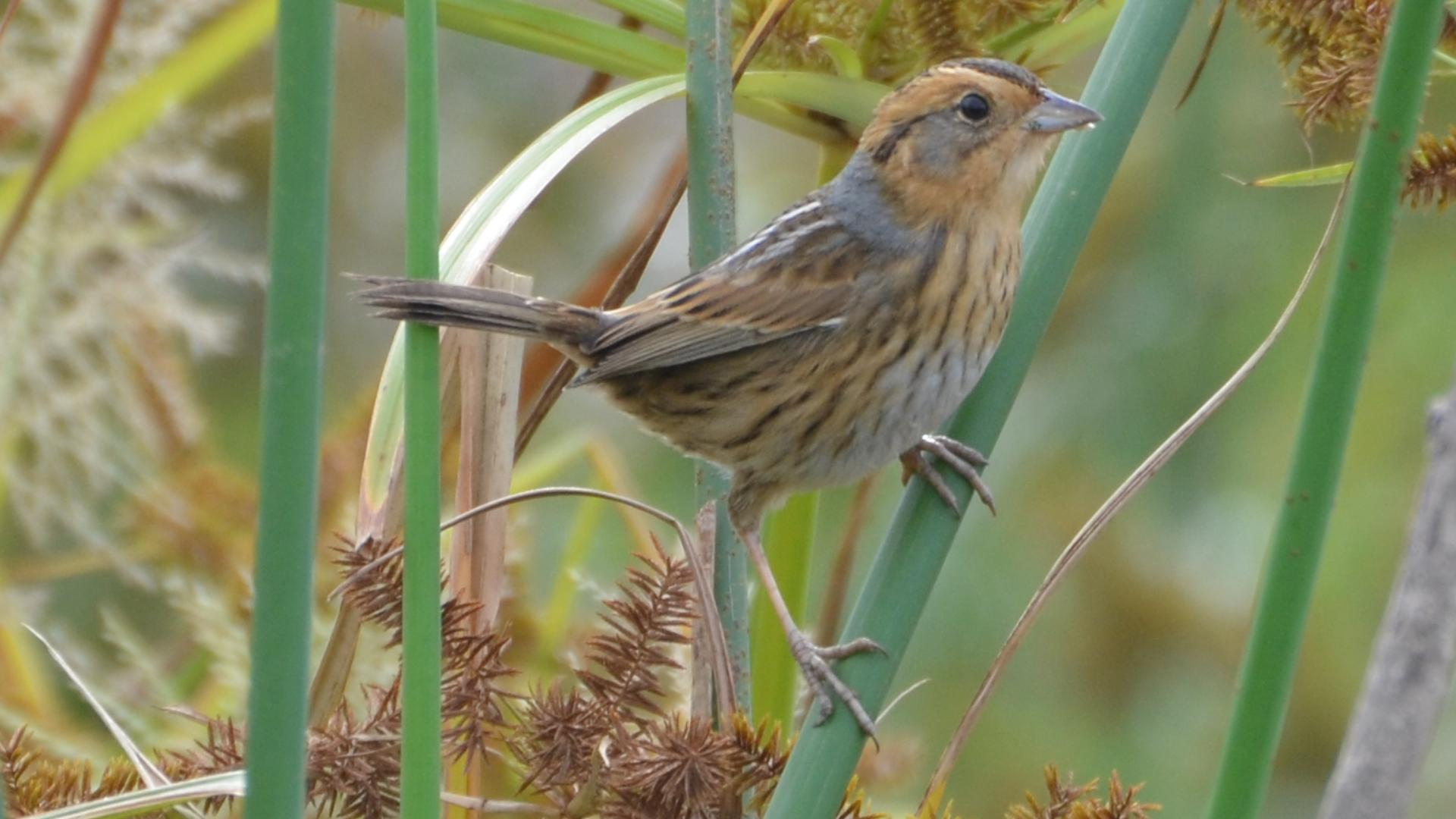
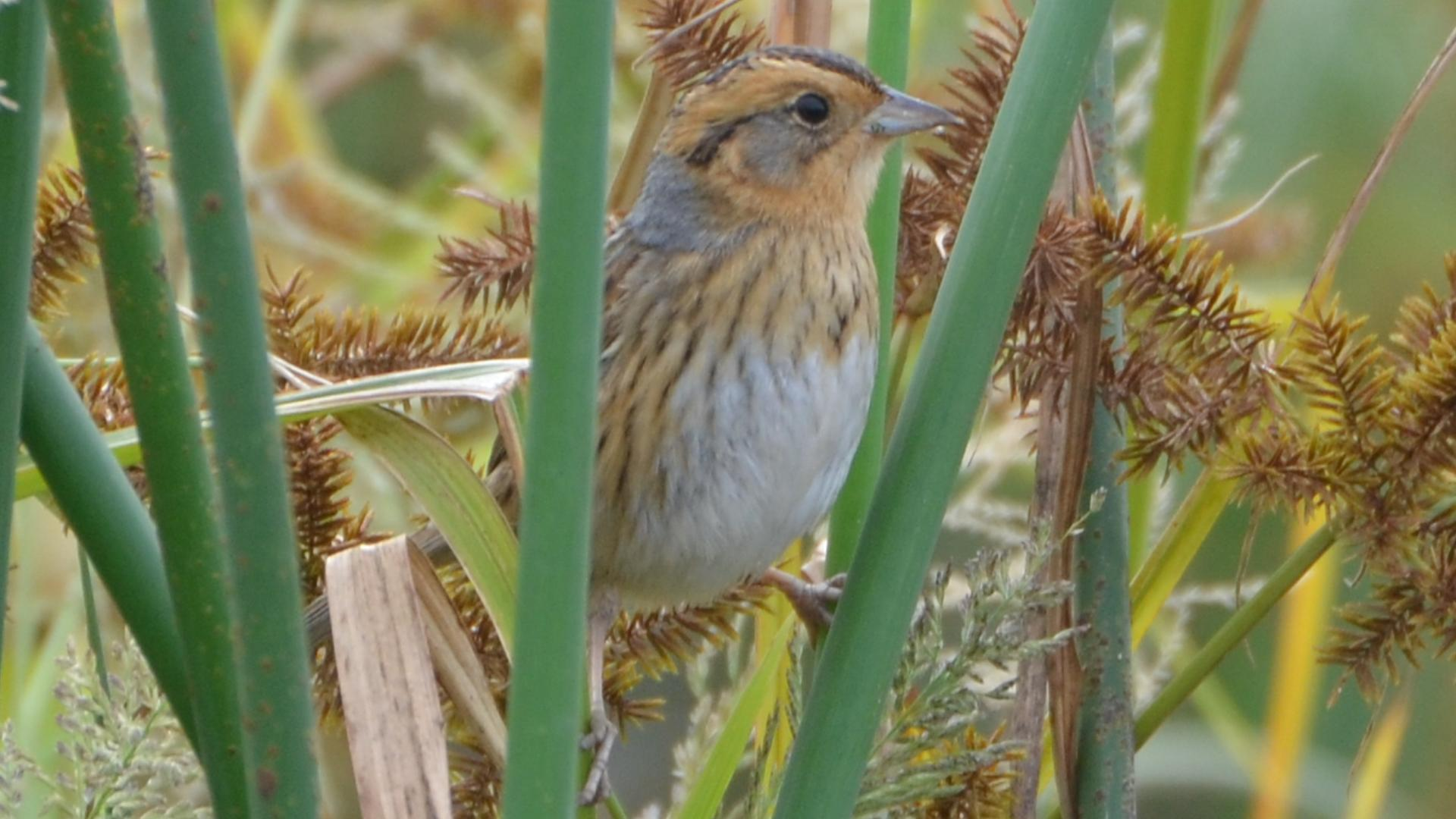